# Hůrka (Dolní Hořice)
Hůrka (německy Hlinice) je základní sídelní jednotka, součást obce Dolní Hořice v okrese Tábor v Jihočeském kraji. Nachází se v katastrálním území Oblajovice, asi 10,5 km jihozápadně od Pacova a asi 18 km severovýchodně od centra Tábora.
V Hůrce je registrováno šest čísel popisných – 8, 11, 16, 17, 18 a 22. Prochází tudy zpevněná silnice spojující Oblajovice a Prasetín. Nachází se zde výklenková kaple a dva malé rybníky.